# プログレスMS-16
プログレスMS-16（ロシア語: Прогресс МC-16、ロシア製造番号445、NASAではプログレス77Pと呼称）は、国際宇宙ステーション（ISS）への再補給のためにロスコスモスが打ち上げるプログレス補給船。これはプログレス宇宙機の168回目の飛行となる。

## 来歴
プログレスMSはプログレスMをもとに航法装置を強化した無人輸送機。この強化されたバリエーションは2015年12月21日に初めて打ち上げられた。このバージョンでは以下の強化が施されている：
- 人工衛星を展開可能な新しい外部コンパートメント。それぞれのコンパートメントは4個までの発射コンテナーを搭載することができる。プログレスMS-03で初めて搭載された。
- ドッキングおよび密閉機構の電気モーターの予備システムの追加による強化された冗長性
- 貨物コンパートメントへのパネル追加による微小隕石防護力の増強
- ロシアのルーチ中継衛星とのリンク機能によって、地上局の視野外でもテレメトリーと制御が可能に
- 地上局による軌道決定の必要なしに状況ベクトルおよび軌道パラメーターの決定を可能にするGNSS自律航法
- 宇宙ステーションとの直接無線データ交換機能によるリアルタイムの相対ナヴィゲーション
- ドッキング操作のための強化されたTV視野を可能にする新しいディジタル無線システム
- 統合コマンド・テレメトリー・システム（UCTS）によるウクライナ製のChezara Kvant-V無線システムおよびアンテナ・フィーダー・システムの置き換え
- クルスAからクルスNAディジタル・システムへの置き換え

## 打ち上げ
2021年2月15日にバイコヌール宇宙基地31番射点からISSにむけてプログレスMS-16を搭載したソユーズ2.1aが、2日間、34軌道周回ランデヴー・プロファイルに従って打ち上げられた。プログレスMS-16は、2021年2月17日06時26分47秒 UTCに、第64次長期滞在のコマンダー、セルゲイ・リジコフが操作する手動ドッキング・システムを用いてISSのピアース・モジュールにドッキングし、2021年7月26日10時55分 UTCまでとどまった。

## 貨物
2021年2月4日、ロスコスモスはプログレスMS-16が最終の発射前操作および生鮮食品の貨物室への積み込みのためにサイト254の組み立てビル内の処理スタンドに戻されたと告げた。本船の貨物には燃料再補給のための600 kgの推進剤、ロドニック・システム内の420 kgの飲料水、追加の窒素補給を含む40.5 kgの圧縮ガス、ズヴェズダ・サービス・モジュールのPrK移送チャンバーの一時的な密閉のための強化粘着パッチを含む補修キットなどの1,400 kgの様々な品物が含まれていた。
プログレスMS-16宇宙機は、1,400 kgの与圧貨物を含む2,460.5 kgの貨物を搭載していた。
- 与圧貨物： 1,400 kg
- 燃料： 600 kg
- 酸素： 40.5 kg
- 水： 420 kg

## ドッキング解除と投棄
プログレスMS-16は2021年7月23日までステーションにドッキングしており、ステーションから離れたときには、南太平洋上での4時間後の再突入で破壊されるようにピアース・モジュールとドッキングしたままとなる予定だった。ナウカ・モジュールは2021年7月29日13時25分 UTCにドッキングするべく、2021年7月21日の14時58分25秒 UTCに打ち上げられた。しかしながら、ナウカの打ち上げ後のテレメトリーおよび推進系の問題から、プログレスMS-16のドッキング解除は2021年7月26日10時55分 UTCまで延期された。ピアース・モジュールを伴った宇宙機は、同日14時51分 UTCに成功裏に軌道を離脱した。

## Gallery

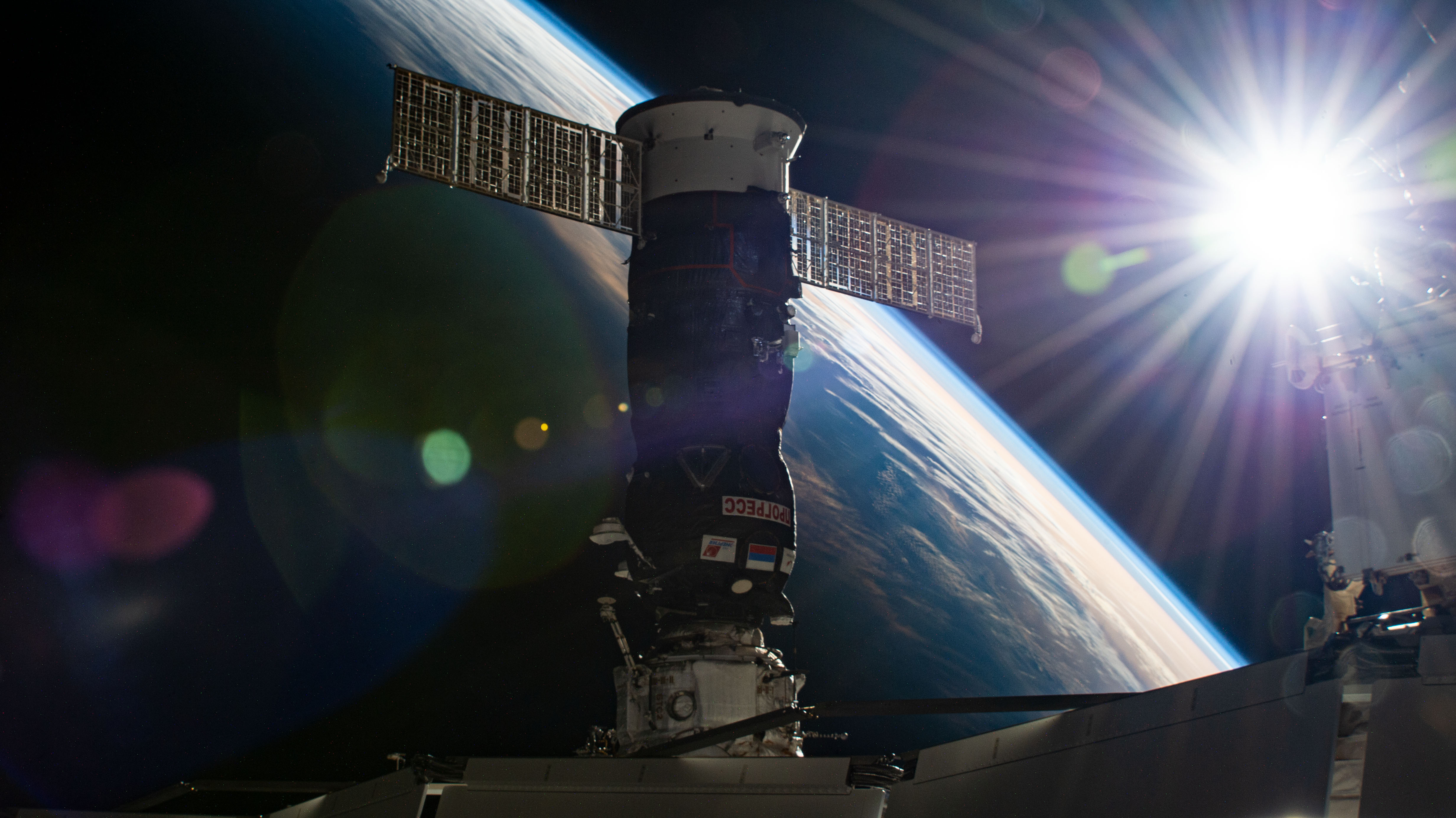
Progress MS-16 docked to the ISS. The one who undocked Pirs.
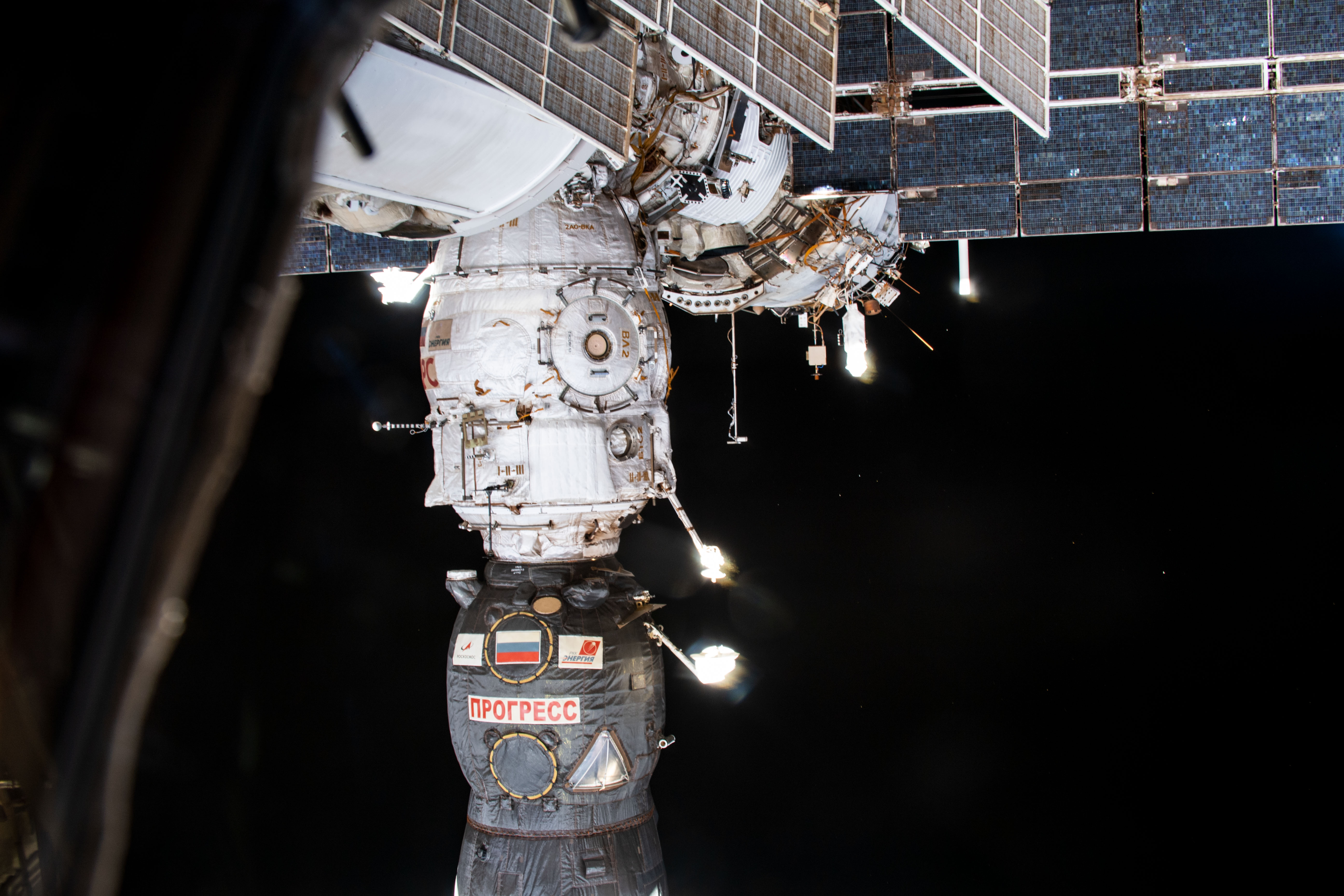
Progress MS-16 docked to the ISS before the removal of Pirs
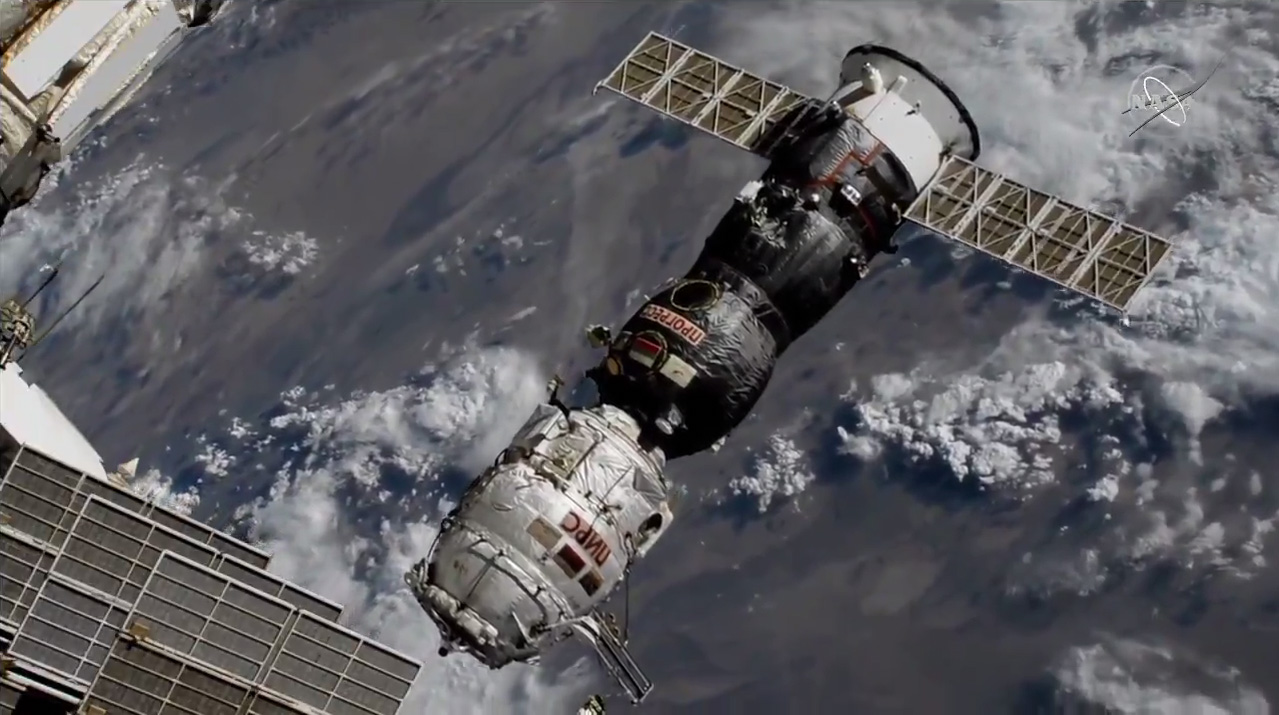
ISS-65 Pirs docking compartment separates from the Space Station
- ISS-65 Pirs docking compartment separates from the Space Station